# ديك الغاب
ديك الغاب أو دجاجة الأرض (الاسم العلمي: Scolopax  rusticola) (بالإنجليزية: Eurasian  Woodcock)‏ هو طائر ينتمي إلى طيطوي وشنقب (فصيلة: Scolopacidae).